# 汪岁寒
汪岁寒（1924年—），曾用名汪育龙，男，浙江桐庐人，中国电影教育家、理论家、导演。曾任北京电影学院教授，中国电视艺术家协会理事。